# Zero Motorcycles
Zero Motorcycles és una empresa nord-americana que produeix escúters, bicicletes i motocicletes elèctriques. Anomenada inicialment Electricross, va ser fundada el 2006 a Santa Cruz (Califòrnia) per Neal Saiki, un antic enginyer de la NASA.

## Història

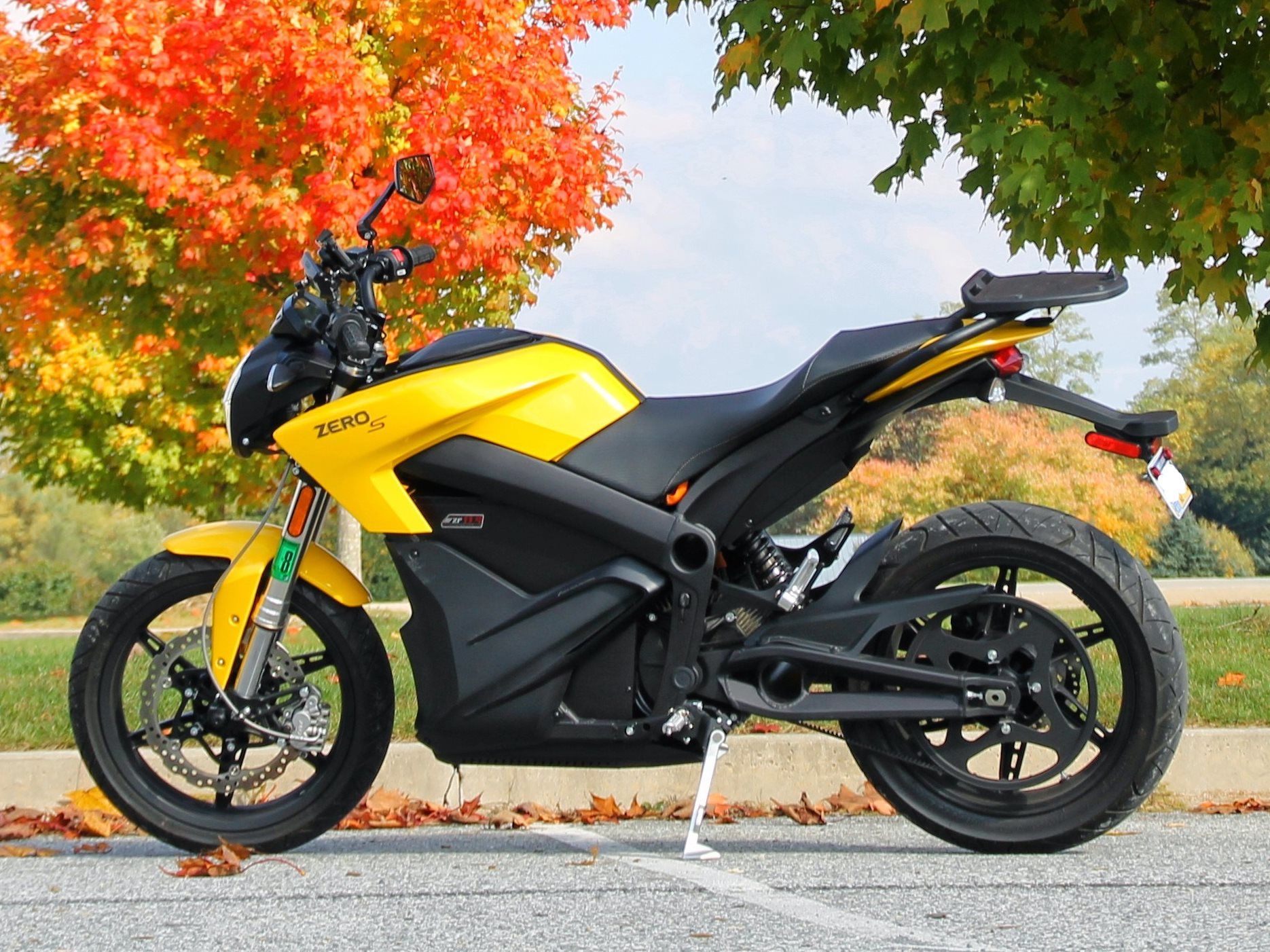
Una Zero S del 2014

La primera motocicleta que produí l'empresa va ser la Zero X de motocròs, llançada l'abril del 2008. El primer model a ser produït en sèrie a gran escala va ser la Zero S, que es va començar a fabricar el 2010. Del 2011 al 2013 es va produir la XU, una motocicleta més petita amb bateria extraïble. A partir del 2012, Zero esdevingué l'única empresa a vendre motocicletes elèctriques als Estats Units. Aquell mateix any va presentar els nous models Zero S i DS actualitzats, els quals foren les primeres motocicletes elèctriques en producció capaces de superar els 160 km (100 milles) d'autonomia estimades per l'EPA amb una sola càrrega.
El 2013. les Zero S i DS van ser completament redissenyades. La capacitat de la bateria es va augmentar a 11,4 kWh i es va introduir un nou motor de CA d'imant permanent. Aquell any es va presentar el model Zero FX, equipat amb una bateria modular extraïble. L'any següent es va afegir a la gamma la Zero SR, una versió de la Zero S de rendiment superior que incorporava un motor elèctric més potent.
El 2016 es van anunciar els models Zero DSR i FXS. El DSR es basa en el DS, però duu el motor més potent de l'SR. L'FXS és una versió Supermoto de la FX. Els motors refrigerats per aire dels models SR, DSR i FXS s'han revisat per a reduir-ne la calor generada durant l'ús més exigent.
L'empresa produeix també una gamma de motocicletes elèctriques per a diferents cossos policials, equipades amb accessoris com ara llums giratoris i sirenes.